# آرنو دانکر
آرنو دانکر (انگلیسی: Arnaud Duncker؛ زادهٔ ۷ مهٔ ۱۹۷۱) بازیکن فوتبال اهل فرانسه است.
از باشگاه‌هایی که در آن بازی کرده‌است می‌توان به باشگاه فوتبال والنسین و باشگاه فوتبال لیل اشاره کرد.